# Henry Paget (2e comte d'Uxbridge)
Henry Paget, 2e comte d'Uxbridge (22 janvier 1719 - 16 novembre 1769) est un noble britannique, appelé Lord Paget de 1742 à 1743.

## Biographie
Seul fils de Thomas Paget, Lord Paget et son épouse, Lady Elizabeth, il est nommé cornet du 1er régiment (royal) de dragons le 23 avril 1742, peu après la mort de son père. Il succède à son grand-père comme comte d'Uxbridge en 1743. Il est nommé lieutenant-adjoint de Staffordshire le 7 juillet 1757 et meurt, célibataire, le 16 novembre 1769. Il est inhumé à West Drayton.